# Héctor Luis Lucas Peña Gómez
Héctor Luis Lucas Peña Gómez (* 18. Oktober 1929 in Velasco) ist Altbischof von Holguín. 

## Leben
Héctor Luis Lucas Peña Gómez empfing am 25. Juli 1952 die Priesterweihe für das Erzbistum Santiago de Cuba.
Papst Paul VI. ernannte ihn am 12. Januar 1970 zum Weihbischof in Santiago de Cuba und Titularbischof von Novaliciana. Der Vertreter des Heiligen Stuhls in Kuba, Cesare Zacchi, spendete ihm am 19. März desselben Jahres die Bischofsweihe; Mitkonsekratoren waren Pedro Claro Meurice Estiu, Erzbischof von Santiago de Cuba und Francisco Ricardo Oves Fernández, Erzbischof von San Cristóbal de la Habana.
Papst Johannes Paul II.  ernannte ihn am 8. Januar 1979 zum Bischof von Holguín. Am 14. November 2005 nahm Papst Benedikt XVI. seinen altersbedingten Rücktritt an.